# Мировой тур ATP Challenger 2014 (июль — декабрь)
Мировой тур ATP Challenger 2014 (англ. 2014 ATP Challenger Tour) — серия соревнований профессиональных теннисистов, проводимых под эгидой Ассоциации теннисистов-профессионалов (АТР) в течение календарного года.
Статья содержит результаты второй половины года — с июля по декабрь.

## Расписание

### Июль
| Неделя  | Турнир | Чемпионы (Счёт финала)                                 | Финалист                        |
| ------- | --- | ------------------------------------------------------ | ------------------------------- |
| 7 июля  | Сан-Бенедетто-дель-Тронто, Италия Регулярная серия €35,000+H — Грунт — 32S/31Q/16D Турнир 2014                   | Дамир Джумхур 6-3 6-3                                  | Андреас Хайдер-Маурер           |
| 7 июля  | Сан-Бенедетто-дель-Тронто, Италия Регулярная серия €35,000+H — Грунт — 32S/31Q/16D Турнир 2014                   | Даниэле Джорджини Потито Стараче 6-3 6-7(3) [10-5]     | Уго Дельен Серхио Гальдос       |
| 7 июля  | Порторож, Словения Регулярная серия €42,500 — Хард — 32S/27Q/16D Турнир 2014                                     | Блаж Кавчич 7-5 6-7(4) 6-1                             | Жиль Мюллер                     |
| 7 июля  | Порторож, Словения Регулярная серия €42,500 — Хард — 32S/27Q/16D Турнир 2014                                     | Сергей Бетов Александр Бурый 6-0 6-3                   | Илья Бозоляц Флавио Чиполла     |
| 7 июля  | Sport1 Open Схевенинген, Нидерланды Регулярная серия €42,500+H — Грунт — 32S/16Q/16D Турнир 2014                 | Давид Гоффен 6-3 6-2                                   | Андреас Бек                     |
| 7 июля  | Sport1 Open Схевенинген, Нидерланды Регулярная серия €42,500+H — Грунт — 32S/16Q/16D Турнир 2014                 | Матве Мидделкоп Бой Вестерхоф 6-4 3-6 [10-6]           | Мартин Фишер Йессе Хута Галунг  |
| 14 июля | Открытый чемпионат Познани Познань, Польша Регулярная серия €35,000+H — Грунт — 32S/32Q/16D Турнир 2014          | Давид Гоффен 6-4 6-2                                   | Блаж Рола                       |
| 14 июля | Открытый чемпионат Познани Познань, Польша Регулярная серия €35,000+H — Грунт — 32S/32Q/16D Турнир 2014          | Раду Албот Адам Павлашек 7-5 2-6 [10-8]                | Томаш Беднарек Хенри Континен   |
| 14 июля | Реканати, Италия Регулярная серия €35,000+H — Хард — 32S/26Q/16D Турнир 2014                                     | Жиль Мюллер 6-1 6-2                                    | Илья Бозоляц                    |
| 14 июля | Реканати, Италия Регулярная серия €35,000+H — Хард — 32S/26Q/16D Турнир 2014                                     | Илья Бозоляц Горан Тошич 5-7 6-4 [10-5]                | Джеймс Класки Лауринас Григелис |
| 14 июля | Бингемтон, США Регулярная серия $50,000 — Хард — 32S/16Q/16D Турнир 2014                                         | Сергей Стаховский 6-4 7-6(9)                           | Уэйн Одесник                    |
| 14 июля | Бингемтон, США Регулярная серия $50,000 — Хард — 32S/16Q/16D Турнир 2014                                         | Даниэль Кокс Даниэль Сметхёрст 6-7(3) 6-2 [10-6]       | Мариус Копил Сергей Стаховский  |
| 14 июля | Гранби, Канада Регулярная серия $50,000+H — Хард — 32S/25Q/16D Турнир 2014                                       | Хироки Мория 7-5 6-7(4) 6-3                            | Фабрис Мартен                   |
| 14 июля | Гранби, Канада Регулярная серия $50,000+H — Хард — 32S/25Q/16D Турнир 2014                                       | Маркус Даниэлл Артём Ситак 7-6(5) 5-7 [10-5]           | Джордан Керр Фабрис Мартен      |
| 14 июля | Гаосюн, Тайвань Регулярная серия $125,000+H — Хард — 32S/28Q/16D Турнир 2014                                     | Лу Яньсюнь 6-7(7) 6-4 6-4                              | Лука Ванни                      |
| 14 июля | Гаосюн, Тайвань Регулярная серия $125,000+H — Хард — 32S/28Q/16D Турнир 2014                                     | Гун Маосинь Пэн Сяньинь 6-3 6-2                        | Чжэнь Ти Хуан Лянцзи            |
| 21 июля | Оберштауфен, Германия Регулярная серия €35,000+H — Грунт — 32S/32Q/16D Турнир 2014                               | Симоне Болелли 6-4 7-6(2)                              | Михаэль Беррер                  |
| 21 июля | Оберштауфен, Германия Регулярная серия €35,000+H — Грунт — 32S/32Q/16D Турнир 2014                               | Уэсли Колхоф Алессандро Мотти 7-6(7) 6-3               | Раду Албот Матеуш Ковальчик     |
| 21 июля | Лексингтон, США Регулярная серия $50,000 — Хард — 32S/32Q/16D Турнир 2014                                        | Джеймс Дакворт 6-3 6-4                                 | Джеймс Уорд                     |
| 21 июля | Лексингтон, США Регулярная серия $50,000 — Хард — 32S/32Q/16D Турнир 2014                                        | Питер Полански Адиль Шамасдин 6-4 6-2                  | Джеймс Макги Чейз Башанан       |
| 21 июля | Тампере, Финляндия Регулярная серия €42,500 — Грунт — 32S/32Q/16D Турнир 2014                                    | Давид Гоффен 7-6(3) 6-3                                | Яркко Ниеминен                  |
| 21 июля | Тампере, Финляндия Регулярная серия €42,500 — Грунт — 32S/32Q/16D Турнир 2014                                    | Рубен Гонсалес Шон Торнли 6-7(5) 7-6(10) [10-8]        | Элиас Имер Антон Зайцев         |
| 21 июля | Кубок президента Казахстана Астана, Казахстан Регулярная серия $125,000 — Хард — 32S/32Q/16D Турнир 2014         | Ричардас Беранкис 7-5 5-7 6-3                          | Марсель Ильхан                  |
| 21 июля | Кубок президента Казахстана Астана, Казахстан Регулярная серия $125,000 — Хард — 32S/32Q/16D Турнир 2014         | Сергей Бубка Марко Кьюдинелли 6-3 6-4                  | Чжэнь Ти Хуан Лянцзи            |
| 28 июля | Либерец, Чехия Регулярная серия €35,000+H — Грунт — 32S/32Q/16D Турнир 2014                                      | Андрей Мартин 1-6 6-1 6-4                              | Орасио Себальос                 |
| 28 июля | Либерец, Чехия Регулярная серия €35,000+H — Грунт — 32S/32Q/16D Турнир 2014                                      | Роман Ебавы Ярослав Поспишил 6-4 6-3                   | Рубен Гонсалес Шон Торнли       |
| 28 июля | Кортина-д’Ампеццо, Италия Регулярная серия €42,500+H — Грунт — 32S/32Q/16D Турнир 2014                           | Филип Краинович 2-6 7-6(5) 7-5                         | Федерико Гайо                   |
| 28 июля | Кортина-д’Ампеццо, Италия Регулярная серия €42,500+H — Грунт — 32S/32Q/16D Турнир 2014                           | Иньиго Сервантес Уэгун Хуан Лисариттури 7-5 3-6 [10-8] | Ли Синьхань Вахид Мирзаде       |
| 28 июля | Открытый чемпионат Кастильи и Леона Сеговия, Испания Регулярная серия €42,500+H — Хард — 32S/32Q/16D Турнир 2014 | Адриан Маннарино 6-3 6-0                               | Адриан Менендес-Масейрас        |
| 28 июля | Открытый чемпионат Кастильи и Леона Сеговия, Испания Регулярная серия €42,500+H — Хард — 32S/32Q/16D Турнир 2014 | Виктор Балуда Александр Кудрявцев 6-2 4-6 [10-3]       | Брайдан Клейн Никола Мектич     |
| 28 июля | Odlum Brown Vancouver Open Ванкувер, Канада Регулярная серия $100,000 — Хард — 32S/32Q/16D Турнир 2014           | Маркос Багдатис 7-6(6) 6-3                             | Фаррух Дустов                   |
| 28 июля | Odlum Brown Vancouver Open Ванкувер, Канада Регулярная серия $100,000 — Хард — 32S/32Q/16D Турнир 2014           | Остин Крайчек Джон-Патрик Смит 6-3 4-6 [10-8]          | Маркус Даниэлл Артём Ситак      |

### Август
| Неделя     | Турнир | Чемпионы (Счёт финала)                            | Финалист                                  |
| ---------- | --- | ------------------------------------------------- | ----------------------------------------- |
| 4 августа  | Advantage Cars Prague Open Прага, Чехия Регулярная серия €42,500 — Грунт — 32S/32Q/16D Турнир 2014                   | Диего Шварцман 6-4 7-5                            | Андре Гем                                 |
| 4 августа  | Advantage Cars Prague Open Прага, Чехия Регулярная серия €42,500 — Грунт — 32S/32Q/16D Турнир 2014                   | Тони Андроич Андрей Кузнецов 7-5 7-5              | Роберто Майтин Мигель Анхель Рейес-Варела |
| 4 августа  | Открытый чемпионат Сан-Марино Сан-Марино, Сан-Марино Регулярная серия €64,000 — Грунт — 32S/32Q/16D Турнир 2014      | Адриан Унгур 6-1 6-0                              | Антонио Веич                              |
| 4 августа  | Открытый чемпионат Сан-Марино Сан-Марино, Сан-Марино Регулярная серия €64,000 — Грунт — 32S/32Q/16D Турнир 2014      | Раду Албот Энрике Лопес-Перес 6-4 6-1             | Франко Шкугор Адриан Унгур                |
| 4 августа  | Аптос, США Регулярная серия $100,000 — Хард — 32S/32Q/16D Турнир 2014                                                | Маркос Багдатис 7-6(7) 6-4                        | Михаил Кукушкин                           |
| 4 августа  | Аптос, США Регулярная серия $100,000 — Хард — 32S/32Q/16D Турнир 2014                                                | Рубен Бемельманс Лауринас Григелис 6-3 4-6 [11-9] | Пурав Раджа Санам Сингх                   |
| 11 августа | Мербуш, Германия Регулярная серия €35,000+H — Грунт — 32S/32Q/16D Турнир 2014                                        | Йозеф Ковалик 6-1 6-4                             | Андрей Кузнецов                           |
| 11 августа | Мербуш, Германия Регулярная серия €35,000+H — Грунт — 32S/32Q/16D Турнир 2014                                        | Маттиас Бахингер Доминик Мефферт 6-3 3-6 [10-6]   | Гун Маосинь Пэн Сяньинь                   |
| 11 августа | Friuladria Credit Agricole Tennis Cup Корденонс, Италия Регулярная серия €42,500+H — Грунт — 32S/32Q/16D Турнир 2014 | Альберт Монтаньес 6-2 6-4                         | Потито Стараче                            |
| 11 августа | Friuladria Credit Agricole Tennis Cup Корденонс, Италия Регулярная серия €42,500+H — Грунт — 32S/32Q/16D Турнир 2014 | Потито Стараче Адриан Унгур 6-2 6-4               | Франтишек Чермак Лукаш Длоуги             |
| 25 августа | Комо, Италия Регулярная серия €35,000+H — Грунт — 32S/32Q/16D Турнир 2014                                            | Виктор Троицки 6-3 6-2                            | Люк Соренсен                              |
| 25 августа | Комо, Италия Регулярная серия €35,000+H — Грунт — 32S/32Q/16D Турнир 2014                                            | Гидо Андреосси Факундо Аргуэльо 6-2 6-2           | Стивен Диес Энрике Лопес-Перес            |
| 25 августа | Бангкок, Таиланд Регулярная серия $50,000 — Грунт — 32S/32Q/16D Турнир 2014                                          | Чон Хён 7-6(0) 6-4                                | Джордан Томпсон                           |
| 25 августа | Бангкок, Таиланд Регулярная серия $50,000 — Грунт — 32S/32Q/16D Турнир 2014                                          | Пручя Исаро Нуттанон Кадчапанан 6-4 6-4           | Чжэнь Ти Пэн Сяньинь                      |

### Сентябрь
| Неделя      | Турнир | Чемпионы (Счёт финала)                                     | Финалист                                |
| ----------- | --- | ---------------------------------------------------------- | --------------------------------------- |
| 1 сентября  | Брашов, Румыния Регулярная серия €35,000+H — Грунт — 32S/32Q/16D Турнир 2014                               | Андреас Хайдер-Маурер 6-3 6-2                              | Гийом Руфен                             |
| 1 сентября  | Брашов, Румыния Регулярная серия €35,000+H — Грунт — 32S/32Q/16D Турнир 2014                               | Даниэле Джорджини Адриан Унгур 4-6 7-6(4) [10-1]           | Аслан Карацев Валерий Руднев            |
| 1 сентября  | Шанхай, Китай Регулярная серия $50,000 — Хард — 32S/32Q/16D Турнир 2014                                    | Ёсихито Нисиока 6-4 6-7(5) 7-6(3)                          | Сомдев Девварман                        |
| 1 сентября  | Шанхай, Китай Регулярная серия $50,000 — Хард — 32S/32Q/16D Турнир 2014                                    | Юки Бхамбри Дивидж Шаран 7-6(2) 6-7(4) [10-8]              | Сомдев Девварман Санам Сингх            |
| 1 сентября  | Медельин, Колумбия Регулярная серия $50,000+H — Грунт — 32S/32Q/16D Турнир 2014                            | Остин Крайчек 7-5 6-3                                      | Жуан Соуза                              |
| 1 сентября  | Медельин, Колумбия Регулярная серия $50,000+H — Грунт — 32S/32Q/16D Турнир 2014                            | Остин Крайчек Сесар Рамирес 6-3 7-5                        | Роберто Майтин Андрес Мольтени          |
| 1 сентября  | Алфен-ан-ден-Рейн, Нидерланды Регулярная серия €42,500 — Грунт — 32S/32Q/16D Турнир 2014                   | Йессе Хута Галунг 6-3 6-4                                  | Даниэль Муньос-де ла Нава               |
| 1 сентября  | Алфен-ан-ден-Рейн, Нидерланды Регулярная серия €42,500 — Грунт — 32S/32Q/16D Турнир 2014                   | Анталь ван дер Дёйм Бой Вестерхоф 6-1 6-3                  | Рубен Рамирес Идальго Маттео Виола      |
| 1 сентября  | Сен-Реми-де-Прованс, Франция Регулярная серия €42,500 — Хард — 32S/32Q/16D Турнир 2014                     | Николя Маю 6-7(3) 6-4 6-3                                  | Венсан Мийо                             |
| 1 сентября  | Сен-Реми-де-Прованс, Франция Регулярная серия €42,500 — Хард — 32S/32Q/16D Турнир 2014                     | Пьер-Юг Эрбер Константин Кравчук 6-1 7-6(3)                | Давид Гес Мартен Весс                   |
| 1 сентября  | Генуя, Италия Регулярная серия €85,000+H — Грунт — 32S/32Q/16D Турнир 2014                                 | Альберт Рамос 6-1 7-5                                      | Мате Делич                              |
| 1 сентября  | Генуя, Италия Регулярная серия €85,000+H — Грунт — 32S/32Q/16D Турнир 2014                                 | Даниэле Браччали Потито Стараче 6-3 6-4                    | Франк Мозер Александр Сачко             |
| 8 сентября  | Бьелла, Италия Регулярная серия €42,500 — Грунт — 32S/16Q/16D Турнир 2014                                  | Маттео Виола 7-5 6-1                                       | Филиппо Воландри                        |
| 8 сентября  | Бьелла, Италия Регулярная серия €42,500 — Грунт — 32S/16Q/16D Турнир 2014                                  | Марко Чеккинато Маттео Виола 7-5 6-0                       | Франк Мозер Александр Сачко             |
| 8 сентября  | Севилья, Испания Регулярная серия €42,500+H — Грунт — 32S/20Q/16D Турнир 2014                              | Пабло Карреньо Буста 6-4 6-1                               | Таро Даниэль                            |
| 8 сентября  | Севилья, Испания Регулярная серия €42,500+H — Грунт — 32S/20Q/16D Турнир 2014                              | Анталь ван дер Дёйм Бой Вестерхоф 7-6(3) 6-4               | Джеймс Класки Йессе Хута Галунг         |
| 8 сентября  | Стамбул, Турция Регулярная серия $75,000 — Хард — 32S/19Q/16D Турнир 2014                                  | Адриан Маннарино 6-0 2-0 — отказ                           | Тацума Ито                              |
| 8 сентября  | Стамбул, Турция Регулярная серия $75,000 — Хард — 32S/19Q/16D Турнир 2014                                  | Колин Флеминг Джонатан Маррей 6-4 2-6 [10-8]               | Джордан Керр Фабрис Мартен              |
| 8 сентября  | Баня-Лука, Босния и Герцеговина Регулярная серия €64,000+H — Грунт — 32S/14Q/16D Турнир 2014               | Виктор Троицки 7-5 4-6 7-5                                 | Альберт Рамос                           |
| 8 сентября  | Баня-Лука, Босния и Герцеговина Регулярная серия €64,000+H — Грунт — 32S/14Q/16D Турнир 2014               | Дино Марцан Антонио Шанчич 7-5 6-4                         | Ярослав Поспишил Адриан Сикора          |
| 8 сентября  | Pekao Szczecin Open Щецин, Польша Регулярная серия €106,500+H — Грунт — 32S/31Q/16D Турнир 2014            | Дастин Браун 6-4 6-3                                       | Ян-Леннард Штруфф                       |
| 8 сентября  | Pekao Szczecin Open Щецин, Польша Регулярная серия €106,500+H — Грунт — 32S/31Q/16D Турнир 2014            | Дастин Браун Ян-Леннард Штруфф 6-2 6-4                     | Томаш Беднарек Игорь Зеленай            |
| 15 сентября | Кампинас, Бразилия Регулярная серия $40,000+H — Грунт — 32S/32Q/16D Турнир 2014                            | Диего Шварцман 4-6 6-4 7-5                                 | Андре Гем                               |
| 15 сентября | Кампинас, Бразилия Регулярная серия $40,000+H — Грунт — 32S/32Q/16D Турнир 2014                            | Факундо Багнис Диего Шварцман 7-6(4) 5-7 [10-7]            | Андре Гем Фабрисио Нейс                 |
| 15 сентября | Кито, Эквадор Регулярная серия $40,000+H — Грунт — 32S/16Q/16D Турнир 2014                                 | Орасио Себальос 6-4 7-6(9)                                 | Николас Ярри                            |
| 15 сентября | Кито, Эквадор Регулярная серия $40,000+H — Грунт — 32S/16Q/16D Турнир 2014                                 | Марсело Демолинер Жуан Соуза 6-4 6-4                       | Дуильо Беретта Мартин Куэвас            |
| 15 сентября | Мекнес, Марокко Регулярная серия €42,500 — Грунт — 32S/17Q/16D Турнир 2014                                 | Киммер Коппеянс 4-6 6-2 6-2                                | Люка Пуй                                |
| 15 сентября | Мекнес, Марокко Регулярная серия €42,500 — Грунт — 32S/17Q/16D Турнир 2014                                 | Ханс Подлипник-Кастильо Стефано Травалья 6-2 6-7(4) [10-7] | Херард Гранольерс Хорди Сампер Монтанья |
| 15 сентября | Arimex Challenger Trophy Трнава, Словакия Регулярная серия €42,500+H — Грунт — 32S/32Q/16D Турнир 2014     | Андреас Хайдер-Маурер 2-6 6-3 7-6(4)                       | Антонио Веич                            |
| 15 сентября | Arimex Challenger Trophy Трнава, Словакия Регулярная серия €42,500+H — Грунт — 32S/32Q/16D Турнир 2014     | Роман Ебавы Ярослав Поспишил 6-4 6-2                       | Стефан Франсен Робин Хасе               |
| 15 сентября | Измир, Турция Регулярная серия €106,500 — Хард — 32S/25Q/16D Турнир 2014                                   | Борна Чорич 6-1 6-7(7) 6-4                                 | Малик Джазири                           |
| 15 сентября | Измир, Турция Регулярная серия €106,500 — Хард — 32S/25Q/16D Турнир 2014                                   | Кен Скупски Нил Скупски 6-1 6-4                            | Малик Джазири Александр Кудрявцев       |
| 22 сентября | Перейра, Колумбия Регулярная серия $40,000+H — Грунт — 32S/24Q/16D Турнир 2014                             | Виктор Эстрелья Бургос 7-6(5) 3-6 7-6(6)                   | Жуан Соуза                              |
| 22 сентября | Перейра, Колумбия Регулярная серия $40,000+H — Грунт — 32S/24Q/16D Турнир 2014                             | Николас Баррьентос Эдуардо Струвай 3-6 6-3 [11-9]          | Гидо Пелья Орасио Себальос              |
| 22 сентября | Порту-Алегри, Бразилия Регулярная серия $40,000+H — Грунт — 32S/29Q/16D Турнир 2014                        | Карлос Берлок 6-4 4-6 6-0                                  | Диего Шварцман                          |
| 22 сентября | Порту-Алегри, Бразилия Регулярная серия $40,000+H — Грунт — 32S/29Q/16D Турнир 2014                        | Гидо Андреосси Гильермо Дуран 6-3 6-3                      | Факундо Багнис Диего Шварцман           |
| 22 сентября | Напа, США Регулярная серия $50,000 — Хард — 32S/32Q/16D Турнир 2014                                        | Сэм Куэрри 6-3 6-1                                         | Тим Смычек                              |
| 22 сентября | Напа, США Регулярная серия $50,000 — Хард — 32S/32Q/16D Турнир 2014                                        | Питер Полански Адиль Шамасдин 7-6(0) 6-1                   | Брэдли Клан Тим Смычек                  |
| 22 сентября | Кенитра, Марокко Регулярная серия €42,500 — Грунт — 32S/25Q/16D Турнир 2014                                | Даниэль Химено-Травер 6-3 6-4                              | Альберт Рамос                           |
| 22 сентября | Кенитра, Марокко Регулярная серия €42,500 — Грунт — 32S/25Q/16D Турнир 2014                                | Дино Марцан Антонио Шанчич 6-1 7-6(3)                      | Херард Гранольерс Хорди Сампер Монтанья |
| 22 сентября | Сибиу, Румыния Регулярная серия €42,500+H — Грунт — 32S/24Q/16D Турнир 2014                                | Джейсон Каблер 6-4 6-1                                     | Раду Албот                              |
| 22 сентября | Сибиу, Румыния Регулярная серия €42,500+H — Грунт — 32S/24Q/16D Турнир 2014                                | Потито Стараче Адриан Унгур 7-5 6-2                        | Александру-Даниэль Карпен Мариус Копил  |
| 22 сентября | Открытый чемпионат Орлеана Орлеан, Франция Регулярная серия €106,500+H — Хард(i) — 32S/28Q/16D Турнир 2014 | Сергей Стаховский 6-2 7-5                                  | Томас Беллуччи                          |
| 22 сентября | Открытый чемпионат Орлеана Орлеан, Франция Регулярная серия €106,500+H — Хард(i) — 32S/28Q/16D Турнир 2014 | Томас Беллуччи Андре Са 5-7 6-4 [10-8]                     | Джеймс Серретани Андреас Сильестрём     |
| 29 сентября | Кали, Колумбия Регулярная серия $40,000+H — Грунт(i) — 32S/23Q/16D Турнир 2014                             | Паоло Лоренци 4-6 6-3 6-3                                  | Виктор Эстрелья Бургос                  |
| 29 сентября | Кали, Колумбия Регулярная серия $40,000+H — Грунт(i) — 32S/23Q/16D Турнир 2014                             | Гидо Андреосси Гильермо Дуран 6-3 6-4                      | Алехандро Гонсалес Сесар Рамирес        |
| 29 сентября | Сакраменто, США Регулярная серия $100,000 — Хард — 32S/32Q/16D Турнир 2014                                 | Сэм Куэрри 6-3 6-4                                         | Стефан Козлов                           |
| 29 сентября | Сакраменто, США Регулярная серия $100,000 — Хард — 32S/32Q/16D Турнир 2014                                 | Адам Хаббл Джон-Патрик Смит 6-3 6-2                        | Питер Полански Адиль Шамасдин           |
| 29 сентября | Ethias Trophy Монс, Бельгия Регулярная серия €106,500 — Хард(i) — 32S/27Q/16D Турнир 2014                  | Давид Гоффен 6-3 6-3                                       | Стив Дарси                              |
| 29 сентября | Ethias Trophy Монс, Бельгия Регулярная серия €106,500 — Хард(i) — 32S/27Q/16D Турнир 2014                  | Марк Жикель Николя Маю 6-3 6-4                             | Андре Бегеман Юлиан Ноул                |

### Октябрь
| Неделя     | Турнир                                                                              | Чемпионы (Счёт финала)                                      | Финалист                            |
| ---------- | ----------------------------------------------------------------------------------- | ----------------------------------------------------------- | ----------------------------------- |
| 6 октября  | Тибурон, США Регулярная серия $100,000 — Хард — 32S/32Q/16D Турнир 2014             | Сэм Куэрри 6-4 6-2                                          | Джон Миллман                        |
| 6 октября  | Тибурон, США Регулярная серия $100,000 — Хард — 32S/32Q/16D Турнир 2014             | Брэдли Клан Адиль Шамасдин 7-5 6-2                          | Карстен Болл Мэтт Рид               |
| 6 октября  | Ренн, Франция Регулярная серия €85,000+H — Хард(i) — 32S/28Q/16D Турнир 2014        | Стив Дарси 6-2 6-4                                          | Николя Маю                          |
| 6 октября  | Ренн, Франция Регулярная серия €85,000+H — Хард(i) — 32S/28Q/16D Турнир 2014        | Тобиас Камке Филипп Маркс 7-5 6-2                           | Франтишек Чермак Йонатан Эрлих      |
| 6 октября  | Ташкент, Узбекистан Регулярная серия $125,000+H — Хард — 32S/24Q/16D Турнир 2014    | Лукаш Лацко 6-2 6-3                                         | Сергей Стаховский                   |
| 6 октября  | Ташкент, Узбекистан Регулярная серия $125,000+H — Хард — 32S/24Q/16D Турнир 2014    | Лукаш Лацко Анте Павич 6-3 3-6 [13-11]                      | Франк Мозер Александр Сачко         |
| 13 октября | Сан-Хуан, Аргентина Регулярная серия $40,000+H — Грунт — 32S/25Q/16D Турнир 2014    | Диего Шварцман 7-6(5) 6-3                                   | Жуан Соуза                          |
| 13 октября | Сан-Хуан, Аргентина Регулярная серия $40,000+H — Грунт — 32S/25Q/16D Турнир 2014    | Мартин Алунд Факундо Багнис 4-6 6-3 [10-7]                  | Диего Шварцман Орасио Себальос      |
| 13 октября | Индаур, Индия Регулярная серия $50,000 — Хард — 32S/16Q/16D Турнир 2014             | Сакет Минени 6-3 6-7(4) 6-3                                 | Александр Недовесов                 |
| 13 октября | Индаур, Индия Регулярная серия $50,000 — Хард — 32S/16Q/16D Турнир 2014             | Адриан Менендес-Масейрас Александр Недовесов 2-6 6-4 [10-3] | Юки Бхамбри Дивидж Шаран            |
| 20 октября | Кордова, Аргентина Регулярная серия $40,000+H — Грунт — 32S/32Q/16D Турнир 2014     | Алехандро Гонсалес 7-5 1-6 6-3                              | Максимо Гонсалес                    |
| 20 октября | Кордова, Аргентина Регулярная серия $40,000+H — Грунт — 32S/32Q/16D Турнир 2014     | Марсело Демолинер Николас Ярри 6-3 7-5                      | Уго Дельен Хуан Игнасио Лондеро     |
| 20 октября | Пуна, Индия Регулярная серия $50,000 — Хард — 32S/26Q/16D Турнир 2014               | Юити Сугита 6-7(1) 6-4 6-4                                  | Адриан Менендес-Масейрас            |
| 20 октября | Пуна, Индия Регулярная серия $50,000 — Хард — 32S/26Q/16D Турнир 2014               | Сакет Минени Санам Сингх 6-3 6-2                            | Санчай Ративатана Сончат Ративатана |
| 27 октября | Сен-Дени, Франция Регулярная серия €35,000+H — Хард — 32S/32Q/16D Турнир 2014       | Робин Хасе 3-6 6-1 7-5                                      | Флоран Серра                        |
| 27 октября | Сен-Дени, Франция Регулярная серия €35,000+H — Хард — 32S/32Q/16D Турнир 2014       | Робин Хасе Мате Павич 7-5 4-6 [10-7]                        | Жонатан Эйссерик Фабрис Мартен      |
| 27 октября | Эккенталь, Германия Регулярная серия €35,000+H — Ковёр(i) — 32S/32Q/16D Турнир 2014 | Рубен Бемельманс 7-6(3) 6-3                                 | Тим Пютц                            |
| 27 октября | Эккенталь, Германия Регулярная серия €35,000+H — Ковёр(i) — 32S/32Q/16D Турнир 2014 | Рубен Бемельманс Нильс Десейн 6-3 4-6 [10-8]                | Андреас Бек Филипп Пецшнер          |
| 27 октября | Траралгон, Австралия Регулярная серия $50,000 — Хард — 32S/32Q/16D Турнир 2014      | Брэдли Клан 7-6(5) 6-1                                      | Джармере Дженкинс                   |
| 27 октября | Траралгон, Австралия Регулярная серия $50,000 — Хард — 32S/32Q/16D Турнир 2014      | Брайдан Клейн Дэн Проподжа 6-1 1-6 [10-3]                   | Джармере Дженкинс Митчелл Крюгер    |
| 27 октября | Шарлотсвилл, США Регулярная серия $50,000 — Хард(i) — 32S/32Q/16D Турнир 2014       | Джеймс Дакворт 5-7 6-3 6-2                                  | Лайам Броуди                        |
| 27 октября | Шарлотсвилл, США Регулярная серия $50,000 — Хард(i) — 32S/32Q/16D Турнир 2014       | Трет Конрад Хьюи Фредерик Нильсен 3-6 6-3 [10-2]            | Льюис Бартон Маркус Уиллис          |
| 27 октября | Женева, Швейцария Регулярная серия €64,000 — Хард(i) — 32S/31Q/16D Турнир 2014      | Маркос Багдатис 6-1 4-6 6-3                                 | Михал Пшисенжний                    |
| 27 октября | Женева, Швейцария Регулярная серия €64,000 — Хард(i) — 32S/31Q/16D Турнир 2014      | Юхан Брунстрём Николас Монро 5-7 7-5 [10-6]                 | Оливер Марах Филипп Освальд         |

### Ноябрь
| Неделя    | Турнир | Чемпионы (Счёт финала)                            | Финалист                         |
| --------- | --- | ------------------------------------------------- | -------------------------------- |
| 3 ноября  | Ноксвилл, США Регулярная серия $50,000 — Хард(i) — 32S/32Q/16D Турнир 2014                                        | Адриан Маннарино 3-6 7-6(6) 6-4                   | Сэмюэль Грот                     |
| 3 ноября  | Ноксвилл, США Регулярная серия $50,000 — Хард(i) — 32S/32Q/16D Турнир 2014                                        | Микелис Либиетис Хантер Рис 6-3 6-4               | Гаштан Элиаш Шон Торнли          |
| 3 ноября  | Траралгон, Австралия Регулярная серия $50,000 — Хард — 32S/32Q/16D Турнир 2014                                    | Джон Миллман 6-4 6-1                              | Джеймс Уорд                      |
| 3 ноября  | Траралгон, Австралия Регулярная серия $50,000 — Хард — 32S/32Q/16D Турнир 2014                                    | Брайдан Клейн Дэн Проподжа 7-6(6) 3-6 [10-6]      | Маркус Даниэлл Артём Ситак       |
| 3 ноября  | Ортизеи, Италия Регулярная серия €64,000 — Хард(i) — 32S/32Q/16D Турнир 2014                                      | Андреас Сеппи 6-4 6-3                             | Маттиас Бахингер                 |
| 3 ноября  | Ортизеи, Италия Регулярная серия €64,000 — Хард(i) — 32S/32Q/16D Турнир 2014                                      | Сергей Бетов Александр Бурый 6-4 5-7 [10-6]       | Джеймс Класки Остин Крайчек      |
| 3 ноября  | Муийрон-ле-Каптиф, Франция Регулярная серия €64,000+H — Хард(i) — 32S/30Q/16D Турнир 2014                         | Пьер-Юг Эрбер 6-2 6-3                             | Марсель Ильхан                   |
| 3 ноября  | Муийрон-ле-Каптиф, Франция Регулярная серия €64,000+H — Хард(i) — 32S/30Q/16D Турнир 2014                         | Пьер-Юг Эрбер Николя Маю 6-3 6-4                  | Тобиас Камке Филипп Маркс        |
| 3 ноября  | Открытый чемпионат Словакии Братислава, Словакия Регулярная серия €85,000+H — Хард(i) — 32S/30Q/16D Турнир 2014   | Петер Гоёвчик 7-6(2) 6-3                          | Фаррух Дустов                    |
| 3 ноября  | Открытый чемпионат Словакии Братислава, Словакия Регулярная серия €85,000+H — Хард(i) — 32S/30Q/16D Турнир 2014   | Кен Скупски Нил Скупски 6-3 7-6(3)                | Норберт Гомбош Адам Павлашек     |
| 10 ноября | Иокогама, Япония Регулярная серия $50,000 — Хард — 32S/24Q/16D Турнир 2014                                        | Джон Миллман 6-4 6-4                              | Кайл Эдмунд                      |
| 10 ноября | Иокогама, Япония Регулярная серия $50,000 — Хард — 32S/24Q/16D Турнир 2014                                        | Брэдли Клан Мэтт Рид 4-6 6-4 [10-7]               | Маркус Даниэлл Артём Ситак       |
| 10 ноября | Шампейн, США Регулярная серия $50,000 — Хард(i) — 32S/32Q/16D Турнир 2014                                         | Адриан Маннарино 6-2 6-2                          | Фредерик Нильсен                 |
| 10 ноября | Шампейн, США Регулярная серия $50,000 — Хард(i) — 32S/32Q/16D Турнир 2014                                         | Росс Гинон Тим Копински 7-6(2) 6-2                | Фрэнк Данцевич Адиль Шамасдин    |
| 10 ноября | IPP Open Хельсинки, Финляндия Регулярная серия €42,500 — Хард(i) — 32S/22Q/16D Турнир 2014                        | Юрген Цопп 6-4 5-7 7-6(6)                         | Дуди Села                        |
| 10 ноября | IPP Open Хельсинки, Финляндия Регулярная серия €42,500 — Хард(i) — 32S/22Q/16D Турнир 2014                        | Хенри Континен Яркко Ниеминен 7-6(2) 6-4          | Джонатан Маррей Филипп Пецшнер   |
| 10 ноября | Гуаякиль, Эквадор Регулярная серия $50,000+H — Грунт — 32S/24Q/16D Турнир 2014                                    | Пабло Куэвас Без игры                             | Паоло Лоренци                    |
| 10 ноября | Гуаякиль, Эквадор Регулярная серия $50,000+H — Грунт — 32S/24Q/16D Турнир 2014                                    | Максимо Гонсалес Гидо Пелья 2-6 7-6(5) [10-5]     | Пере Риба Хорди Сампер Монтанья  |
| 10 ноября | Брешиа, Италия Регулярная серия €42,500+H — Хард(i) — 32S/32Q/16D Турнир 2014                                     | Илья Марченко 6-4 5-7 6-2                         | Фаррух Дустов                    |
| 10 ноября | Брешиа, Италия Регулярная серия €42,500+H — Хард(i) — 32S/32Q/16D Турнир 2014                                     | Илья Марченко Денис Молчанов 7-6(4) 6-3           | Роман Ебавы Блажей Конюш         |
| 17 ноября | Dunlop World Challenge Тоёта, Япония Регулярная серия $40,000+H — Ковёр(i) — 32S/30Q/16D Турнир 2014              | Го Соэда 6-4 7-5                                  | Тацума Ито                       |
| 17 ноября | Dunlop World Challenge Тоёта, Япония Регулярная серия $40,000+H — Ковёр(i) — 32S/30Q/16D Турнир 2014              | Тосихидэ Мацуй Ясутака Утияма 7-6(6) 6-2          | Бумпэй Сато Ян Цзунхуа           |
| 17 ноября | Андрия, Италия Регулярная серия €35,000+H — Хард(i) — 32S/32Q/16D Турнир 2014                                     | Ричардас Беранкис 6-4 1-0 — отказ                 | Николоз Басилашвили              |
| 17 ноября | Андрия, Италия Регулярная серия €35,000+H — Хард(i) — 32S/32Q/16D Турнир 2014                                     | Патрик Грогориу Костин Павэл 7-6(4) 6-7(4) [10-5] | Роман Ебавы Андреас Сильестрём   |
| 17 ноября | Монтевидео, Уругвай Регулярная серия $50,000 — Грунт — 32S/24Q/16D Турнир 2014                                    | Пабло Куэвас 6-2 6-4                              | Уго Дельен                       |
| 17 ноября | Монтевидео, Уругвай Регулярная серия $50,000 — Грунт — 32S/24Q/16D Турнир 2014                                    | Мартин Куэвас Пабло Куэвас 6-2 6-4                | Николас Ярри Гонсало Лама        |
| 17 ноября | Лима, Перу Регулярная серия $50,000+H — Грунт — 32S/16Q/16D Турнир 2014                                           | Гидо Пелья 6-2 6-4                                | Джейсон Каблер                   |
| 17 ноября | Лима, Перу Регулярная серия $50,000+H — Грунт — 32S/16Q/16D Турнир 2014                                           | Серхио Гальдос Гидо Пелья 6-3 6-1                 | Марсело Демолинер Роберто Майтин |
| 17 ноября | Финал Мирового тура ATP Challenger Сан-Паулу, Бразилия Финал мирового тура $220,000+H — Грунт(i) — 8S Турнир 2014 | Диего Шварцман 6-2 6-3                            | Гильерме Клезар                  |